# Mesophylax impunctatus
Mesophylax impunctatus – gatunek chruścika z rodziny bagiennikowatych (Limnephilidae).
Występuje na Półwyspie Iberyjskim, Apenińskim, w Pirenejach i Alpach, środkowej Europie, Irlandii i na Wyspach Brytyjskich, larwy występują w potokach (Botosaneanu i Malicky 1978). Limneksen.
Demel (1923) wykazuje obecność dwóch larw w jez. Wigry na dnie torfowym (oznaczenie wątpliwe). Stwierdzono występowanie w jeziorach o niskiej trofii w Irlandii.